# Пайн-Менор (Флорида)
Пайн-Менор (англ. Pine Manor) — переписна місцевість (CDP) в США, в окрузі Лі штату Флорида. Населення — 4122 особи (2020).

## Географія
Пайн-Менор розташований за координатами 26°34′18″ пн. ш. 81°52′39″ зх. д. / 26.57167° пн. ш. 81.87750° зх. д. (26.571661, -81.877633).  За даними Бюро перепису населення США в 2010 році переписна місцевість мала площу 1,15 км², з яких 1,13 км² — суходіл та 0,01 км² — водойми.

## Демографія
Згідно з переписом 2010 року, у переписній місцевості мешкало 3428 осіб у 983 домогосподарствах у складі 677 родин. Густота населення становила 2993 особи/км².  Було 1349 помешкань (1178/км²).
Расовий склад населення:
| - 56,8 % — білих - 16,7 % — чорних або афроамериканців - 0,8 % — корінних американців - 0,8 % — азіатів - 0,1 % — вихідців з тихоокеанських островів - 21,2 % — осіб інших рас |

До двох чи більше рас належало 3,6 %. Частка іспаномовних становила 60,2 % від усіх жителів.
За віковим діапазоном населення розподілялося таким чином: 31,3 % — особи молодші 18 років, 63,2 % — особи у віці 18—64 років, 5,5 % — особи у віці 65 років та старші. Медіана віку мешканця становила 27,7 року. На 100 осіб жіночої статі у переписній місцевості припадало 121,9 чоловіків;  на 100 жінок у віці від 18 років та старших — 131,9 чоловіків також старших 18 років.
Середній дохід на одне домашнє господарство  становив 24 137 доларів США (медіана — 21 214), а середній дохід на одну сім'ю — 20 710 доларів (медіана — 18 384). Медіана доходів становила 25 093 долари для чоловіків та 16 926 доларів для жінок. За межею бідності перебувало 52,1 % осіб, у тому числі 67,5 % дітей у віці до 18 років та 60,0 % осіб у віці 65 років та старших.
Цивільне працевлаштоване населення становило 1438 осіб. Основні галузі зайнятості: будівництво — 22,5 %, мистецтво, розваги та відпочинок — 21,5 %, роздрібна торгівля — 15,7 %, науковці, спеціалісти, менеджери — 15,1 %.